# Blenkemező község
Blenkemező község (románul: Comuna Poiana Blenchii) község Szilágy megyében, Romániában. Központja Blenkemező, beosztott falvai Csicsógombás, Falkosány, Kishegy.

## Népessége
A 2011-es népszámlálás adatai alapján a község népessége 1221 fő volt.